# Смеровишће
Смеровишће је насељено место у граду Самобор, Загребачка жупанија, Хрватска.

## Историја
До територијалне реорганизације у Хрватској било је у саставу старе загребачке приградске општине Самобор.

## Становништво
У попису становништва из 2011. године, Смеровишће је имало 116 становника.
| Број становника према пописима | Број становника према пописима | Број становника према пописима | Број становника према пописима | Број становника према пописима | Број становника према пописима | Број становника према пописима | Број становника према пописима | Број становника према пописима | Број становника према пописима | Број становника према пописима | Број становника према пописима | Број становника према пописима | Број становника према пописима | Број становника према пописима | Број становника према пописима |
| ------------------------------ | ------------------------------ | ------------------------------ | ------------------------------ | ------------------------------ | ------------------------------ | ------------------------------ | ------------------------------ | ------------------------------ | ------------------------------ | ------------------------------ | ------------------------------ | ------------------------------ | ------------------------------ | ------------------------------ | ------------------------------ |
| 1857                           | 1869                           | 1880                           | 1890                           | 1900                           | 1910                           | 1921                           | 1931                           | 1948                           | 1953                           | 1961                           | 1971                           | 1981                           | 1991                           | 2001                           | 2011                           |
| 0                              | 0                              | 0                              | 0                              | 0                              | 0                              | 0                              | 0                              | 4                              | 16                             | 10                             | 64                             | 83                             | 116                            | 134                            | 116                            |

Напомена: Исказује се као насеље од 1981. Настао је издвајањем из насеља Слани Дол, које је садржало податке од 1857. до 1931. исказивано као део насеља од 1931. до 1948.